# Te (Kana)
て, in Hiragana, oder テ in Katakana, sind japanische Zeichen des Kana-Systems, die beide jeweils eine Mora repräsentieren. In der modernen japanischen alphabetischen Sortierung stehen sie an 19. Stelle. Die Form beider Kana ist vom Kanji 天 abgeleitet und beide stellen [te] dar.
| Form                                  | Rōmaji     | Hiragana       | Katakana       |
| ------------------------------------- | ---------- | -------------- | -------------- |
| Normal s- (さ行 sa-gyō)               | te         | て             | テ             |
| Normal s- (さ行 sa-gyō)               | tei tee tē | てい てえ てー | テイ テエ テー |
| Zusätzliches Dakuten z- (ざ行 za-gyō) | de         | で             | デ             |
| Zusätzliches Dakuten z- (ざ行 za-gyō) | dei dee dē | でい でえ でー | デイ デエ デー |

## Varianten
Die Kana können mit den Dakuten, zu で in Hiragana, デ in Katakana, und damit de im Hepburn-System, erweitert werden.

## Strichfolge

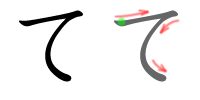
Strichfolge für て

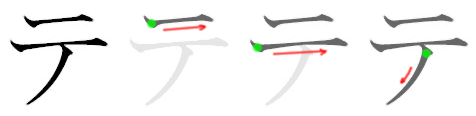
Strichfolge für テ

## Weitere Darstellungsformen
- In japanischer Brailleschrift:

- Der Wabun-Code ist ・－・－－.
- In der japanischen Buchstabiertafel wird es als „手紙のテ“ (Tegami no Te) buchstabiert.